# Salomone Atyusz
Salomone Atyusz (in ungherese Atyusz nembeli Salamon; ... – tra 1227 e 1233) fu un nobile ungherese che ricoprì la carica di giudice reale per un breve periodo nel 1222 sotto Andrea II d'Ungheria.

## Biografia

### Origini
Salomone discendeva dalla famiglia degli Atyusz ed era il secondogenito di Miska II, tutore del giovane duca Béla. Suo fratello maggiore era Miska III Atyusz, ispán del comitato di Vas nel 1214. Salomone aveva diversi cugini, tra cui Atyusz III e Lorenzo, i cui destini si incrociarono tra di loro più volte.
La moglie di Salomone era una certa Ahalyz (riportata dalle fonti anche come Elisabetta), che giunse dalla Francia al regno d'Ungheria, accompagnata da Atyusz III, e si stabilì nel feudo familiare di Widhor, nel comitato di Valkó. Si sposarono dopo il 1224, in seguito alla morte del primo marito di Ahalyz, Batiz Negol, che peraltro succedette Salomone in veste giudice reale nel 1222 e preservi la carica fino alla sua morte. Ahalyz era la damigella d'onore della regina Iolanda, la seconda sposa di re Andrea II. Salomone e Ahalyz non ebbero figli e, dopo la morte di Salomone, la nobildonna francese si risposò per la terza volta con Bertrand Bajóti, secondo un documento contemporaneo del 1244.

### Incarichi ricoperti
Salomone fu menzionato per la prima volta come mastro tesoriere nel 1214. Le opere archontologiche e biografiche meno recenti (ad esempio Mor Wertner) hanno affermato si trattasse del primo funzionario di cui si ha conoscenza ad aver ricoperto tale incarico, mentre Attila Zsoldos, più di recente, ha rintracciato delle testimonianze relative all'esistenza di tale dignità già prima nel XII secolo. Resta comunque certo che la carica di mastro tesoriere divenne un incarico permanente con delle competenze ben definite e circoscritte sotto Salomone Atiusz. Egli ricoprì tale carica fino al 1215, quando fu sostituito da Dionigi, figlio di Ampud, il più fidato consigliere finanziario di Andrea II. Come attesta il Regestrum Varadinense, Salomone ricoprì inoltre la carica di ispán del comitato di Bács durante quel periodo del 1214, mentre l'anno seguente amministrò il comitato di Nitra. Stando a un diploma emesso nel 1215, Salomone aveva in precedenza usurpato illegalmente un territorio di un cavaliere, tale Guglielmo, tra i fiumi Mura e Drava.
Altre teorie ricostruttive collocano Salomone tra i congiurati che complottarono l'assassinio di Gertrude di Merania nel 1213. Si tratta tuttavia di una supposizione infondata, poiché si unì alla corte ducale di Béla, che non aveva mai dimenticato sua madre e dichiarò il suo profondo rispetto per lei in molti dei suoi documenti reali, punendo successivamente i colpevoli ancora in vita. Andrea II costrinse Béla a condividere i suoi regni con il suo erede, motivo per cui Béla fu nominato duca di Slavonia nel 1220, mentre Salomone fu nominato bano di Slavonia in qualità di fedele sostenitore di Béla (che conosceva sin dall'infanzia). Presto sostituito dal cugino Atyusz III, quando Andrea II promulgò la Bolla d'oro del 1222, la quale concedeva vari diritti ai nobili ungheresi, Salomone fu nominato giudice reale alla fine dell'anno, risostiuendo il parente, ma rinunciò all'incarico poco dopo. Un documento della corona del 1227 lo menziona altresì come ispán del comitato di Moson riferendosi al 1222. Presto, Salomone divenne bano di Slavonia per la seconda volta e mantenne la dignità fino al 1224. Infine, ricoprì la carica di capo del comitato di Zala. Quando scoppiarono gravi scontri nei confini occidentali tra Ungheria e Austria nel 1224-1225, i suoi possedimenti nel comitato di Zala e in Slavonia furono saccheggiati dalle truppe stiriane. Nel trattato di Graz, concluso il 6 giugno 1225, Leopoldo VI, duca d'Austria, promise di riconciliare e risarcire Salomone.
Nel 1226, fu nuovamente menzionato quale bano di Slavonia in una carta ducale realizzata a Spalato del neo-insediato Colomanno di Galizia. Ricoprì la carica insieme a Valegino. Si trattò della prima volta che la carica fu divisa in due banovine separate, sebbene non sia chiaro chi fosse responsabile rispettivamente delle giurisdizioni della Slavonia e della Croazia. L'anno successivo, Salomone figura già come unico bano quando figurò come testimone in una controversia. Morì prima del 1233, anno in cui un documento relativo a una disputa sui confini riferisce che i suoi precedenti tre possedimenti erano passati in mano al nobile locale Andrea Igmánd.